# Asilus tarsosus
Asilus tarsosus är en tvåvingeart som beskrevs av Geffroy 1785. Asilus tarsosus ingår i släktet Asilus och familjen rovflugor.
Artens utbredningsområde är Frankrike. Inga underarter finns listade i Catalogue of Life.